# Pimelodus garciabarrigai
Pimelodus garciabarrigai är en fiskart som beskrevs av Dahl, 1961. Pimelodus garciabarrigai ingår i släktet Pimelodus och familjen Pimelodidae. Inga underarter finns listade i Catalogue of Life.